# مراد ستلی
مراد ستلی (عربی: مراد ستلا؛ زادهٔ ۲۹ ژانویهٔ ۱۹۹۰) بازیکن فوتبال اهل فرانسه است.
از باشگاه‌هایی که در آن بازی کرده‌است می‌توان به باشگاه فوتبال سرن یونایتد، باشگاه فوتبال رویال شارلوا، و باشگاه فوتبال پترولول پلویشت اشاره کرد.